# World Press Photo van het jaar
De World Press Photo van het jaar is een jaarlijkse fotoprijs georganiseerd door de Nederlandse stichting World Press Photo. De maker van de winnende inzending ontvangt tienduizend euro.
World Press Photo reikte in 2022 prijzen uit in de categorieën individuele foto's, verhalen (d.w.z. fotoseries), langlopende projecten en open formaat (bijv. collages). Deze vier categorieën omvatten feitelijk alle thematische categorieën die in eerdere jaren bestonden, zoals algemeen nieuws, hedendaagse kwesties, natuur, sport en portretten.
De prijs wordt gegeven aan het beeld dat  "... is not only the photojournalistic encapsulation of the year, but represents an issue, situation or event of great journalistic importance, and does so in a way that demonstrates an outstanding level of visual perception and creativity".

## Lijst van World Press Photo-winnaars
Dit is een lijst van alle winnaars van de World Press Photo van het jaar met informatie over de beelden.
| Jaar | Fotograaf                | Onderwerp                                  | Omschrijving | Link                   | Afbeelding             |
| ---- | ------------------------ | ------------------------------------------ | --- | ---------------------- | ---------------------- |
| 1955 | Mogens von Haven         | Motorcross                                 | Een motorrijder verongelukt op 28 augustus 1955 tijdens een wedstrijd op het circuit Volk Mølle in Assentoft, Denemarken. | Afbeelding             |                        |
| 1956 | Helmuth Pirath           | Terugkeer uit de oorlog                    | Een Duitse Tweede Wereldoorlog-gevangene wordt door de Sovjet-Unie vrijgelaten en herenigd met zijn 12-jarige dochter. | Afbeelding             |                        |
| 1957 | Douglas Martin           | Rassenscheiding in de VS                   | Dorothy Counts, een van de eerste Afro-Amerikaanse leerlingen van de Harry Harding High School, wordt met geweld bejegend. | Afbeelding             |                        |
| 1958 | Geen prijs uitgereikt.   | Geen prijs uitgereikt.                     | Geen prijs uitgereikt. | Geen prijs uitgereikt. | Geen prijs uitgereikt. |
| 1959 | Stanislav Tereba         | Voetbal                                    | Tijdens een voetbalwedstrijd tussen Sparta Praag en Red Star Bratislava staat Sparta's doelman Miroslav Čtvrtníček op het voetbalveld in de stromende regen. | Afbeelding             |                        |
| 1960 | Yasushi Nagao            | Aanslag                                    | Op 12 oktober 1960 doodt de 17-jarige extreemrechtse student Otoya Yamaguchi de socialistische politicus Inejiro Asanuma met een zwaard tijdens een toespraak in Tokio. | Afbeelding             |                        |
| 1961 | Geen prijs uitgereikt.   | Geen prijs uitgereikt.                     | Geen prijs uitgereikt. | Geen prijs uitgereikt. | Geen prijs uitgereikt. |
| 1962 | Héctor Rondón Lovera     | Oproer in Venezuela                        | Tijdens een militair conflict in El Porteñazo klampt een stervende soldaat zich vast aan een priester na te zijn geraakt door een sluipschutter. | Afbeelding             |                        |
| 1963 | Malcolm Browne           | Onderdrukking van boeddhisten in Vietnam   | De Vietnamese monnik Thích Quảng Đức steekt zichzelf in brand uit protest tegen de vervolging van boeddhisten door de regering van president Ngô Đình Diệm. | Afbeelding             |                        |
| 1964 | Donald McCullin          | Cyprus-conflict                            | Een Turkse vrouw rouwt om haar overleden man, een slachtoffer van het conflict tussen Griekenland en Turkije. | Afbeelding             |                        |
| 1965 | Kyōichi Sawada           | Vietnamoorlog                              | Een moeder en haar kinderen steken een rivier in Loc Thuong over om te ontsnappen aan een bombardement van de VS. | Afbeelding             |                        |
| 1966 | Kyōichi Sawada           | Vietnamoorlog                              | Op 24 februari 1966 slepen Amerikaanse troepen het lichaam van een Vietcong-strijder achter hun pantserinfanterievoertuig aan, nadat hij tijdens een hevige nachtelijke aanval van verschillende Vietcong-bataljons tegen Australische en Amerikaanse troepen tijdens de slag bij Long Tân op 18 augustus 1966 is gedood. | Afbeelding             |                        |
| 1967 | Co Rentmeester           | Vietnamoorlog                              | De commandant van een M48 Patton-tank kijkt door zijn vizier. Dit was de eerste kleurenfoto die de prijs won. | Afbeelding             |                        |
| 1968 | Eddie Adams              | Vietnamoorlog                              | Op 1 februari 1968 wordt Nguyễn Văn Lém, een Vietcong-strijder, geëxecuteerd in Saigon door de Zuid-Vietnamese politiechef Nguyễn Ngọc Loan. | Afbeelding             |                        |
| 1969 | Hanns-Jörg Anders        | The Troubles                               | Een Ierse katholiek met een gasmasker op staat voor een muur met graffiti (we want peace), kort voordat er traangas wordt gegooid door Britse troepen. | Afbeelding             |                        |
| 1970 | Geen prijs uitgereikt.   | Geen prijs uitgereikt.                     | Geen prijs uitgereikt. | Geen prijs uitgereikt. | Geen prijs uitgereikt. |
| 1971 | Wolfgang Peter Geller    | Bankoverval in Saarbrücken                 | Na een bankoverval in Saarbrücken vindt er een vuurgevecht plaats tussen de politie en de overvallers. | Afbeelding             |                        |
| 1972 | Nick Ut                  | Vietnamoorlog                              | Phan Thị Kim Phúc en andere kinderen bedekt met brandwonden vluchten nadat Zuid-Vietnamese vliegtuigen napalm hebben afgeworpen. | Afbeelding             |                        |
| 1973 | Orlando Lagos            | Staatsgreep in Chili                       | Op 11 september 1973 verschijnt president Salvador Allende tijdens de staatsgreep van generaal Augusto Pinochet in het La Moneda-paleis. Dezelfde dag pleegt Allende zelfmoord. Pas een maand na Lagos' overlijden (februari 2007) werd bekend dat hij de fotograaf van deze foto was.                                    | Afbeelding             |                        |
| 1974 | Ovie Carter              | Hongersnood Sahel, Niger                   | Een kind tijdens de hongersnood (veroorzaakt door o.a. droogte) in Niger. | Afbeelding             |                        |
| 1975 | Stanley Forman           | Instorting brandtrap                       | Een vrouw en haar tweejarige nichtje (een peetdochter) vallen van een ingestorte brandtrap van een appartementencomplex in Boston. De vrouw komt te overlijden. | Afbeelding             |                        |
| 1976 | Françoise Demulder       | Libanese Burgeroorlog                      | Een groep Palestijnse vluchtelingen vlucht voor de burgeroorlog in Beirut in januari 1976. | Afbeelding             |                        |
| 1977 | Leslie Hammond           | Apartheid                                  | Een groep demonstranten wordt verdreven met traangas door de Zuid-Afrikaanse politie in Modderdam, bij Kaapstad. | Afbeelding             |                        |
| 1978 | Sadayuki Mikami          | Luchthaven Narita                          | Na jaren van protesten vanwege de bouw staat luchthaven Narita op het punt van openen als op 26 maart 1976 opnieuw confrontaties ontstaan tussen demonstranten en de politie. | Afbeelding             |                        |
| 1979 | David Burnett            | Val van de Rode Khmer in Cambodja          | Een vrouw met haar kind op schoot in november 1979 in een vluchtelingenkamp in Sa Kaeo bij de grens tussen Thailand en Cambodja. | Afbeelding             |                        |
| 1980 | Mike Wells               | Hongersnood in Karamoja, Uganda            | Een blanke missionaris houdt de hand van een ondervoede jongen vast in Noordoost-Oeganda in april 1980. | Afbeelding             |                        |
| 1981 | Manuel Pérez Barriopedro | Couppoging in Madrid                       | Tijdens een gijzeling van het parlementsgebouw op 23 februari 1980 beklimt luitenant Antonio Tejero met een getrokken pistool het spreekgestoelte van het parlement, terwijl parlementsleden zich verschuilen achter de bankjes.                                                                                          | Afbeelding             |                        |
| 1982 | Robin Moyer              | Israëlisch-Libanese Oorlog                 | Palestijnse lijken liggen op 18 september 1982 op straat in de nasleep van de bloedbaden in Sabra en Shatila toen Palestijnse vluchtelingen werden vermoord door een Libanese falangisten-militie onder commando van Elie Hobeika.                                                                                        | Afbeelding             |                        |
| 1983 | Mustafa Bozdemir         | Aardbeving in Turkije                      | Kezban Özer vindt haar overleden kinderen die op 30 oktober 1983 levend zijn begraven bij een aardbeving in het gebied rond de stad Erzurum en in de provincie Kars. | Afbeelding             |                        |
| 1984 | Pablo Bartholomew        | Giframp Bhopal                             | Een kind dat is overleden aan de gevolgen van de giframp in Bhopal (India), veroorzaakt door het Amerikaanse chemiebedrijf Union Carbide, wordt begraven. | Afbeelding             |                        |
| 1985 | Frank Fournier           | Vulkaanuitbarsting in Colombia             | Omayra Sánchez, slachtoffer van de vulkaanuitbarsting in Armero, overlijdt na 60 uur in een gat met modder te hebben gezeten. | Afbeelding             |                        |
| 1986 | / Alon Reininger         | Aids                                       | De Amerikaanse aids-patiënt Ken Meeks zit in een rolstoel, met verscheidene zweren veroorzaakt door het sarcoom van Kaposi. | Afbeelding             | Alon Reininger         |
| 1987 | Anthony Suau             | Verkiezingen in Zuid-Korea                 | Op 18 december 1987 in Kuro smeekt een wanhopige moeder een politieman om genade voor haar zoon, die gearresteerd is tijdens een demonstratie. Na verkiezingen in november in Zuid-Korea waren er demonstraties tegen de regering vanwege het vermoeden van verkiezingsfraude.                                            | Afbeelding             |                        |
| 1988 | David Turnley            | Aardbeving in Armenië                      | Boris Abgarzian rouwt in Leninakan om zijn 17-jarige zoon, die het slachtoffer was van een aardbeving in Armenië. | Afbeelding             |                        |
| 1989 | Charlie Cole             | Tiananmenprotest                           | Een demonstrant, later Tankman genoemd, houdt een groep tanks tegen tijdens het protest op het Tiananmenplein in Beijing. | Afbeelding             |                        |
| 1990 | Georges Merillon         | Kosovo-conflict                            | De familie van Nashim Elshani rouwt om zijn dood, nadat hij is gedood tijdens een protest voor de onafhankelijkheid van Kosovo. | Afbeelding             |                        |
| 1991 | David Turnley            | Golfoorlog                                 | De Amerikaanse sergeant Ken Kozakiewicz rouwt om de dood van collega-soldaat Andy Alaniz, die gedood werd door eigen vuur. | Afbeelding             |                        |
| 1992 | James Nachtwey           | Hongersnood in Somalië                     | Een Somalische moeder houdt haar kind omhoog, dat overleden is door ondervoeding. | Afbeelding             |                        |
| 1993 | Larry Towell             | Palestina                                  | Palestijnse kinderen houden hun speelgoedgeweren omhoog. | Afbeelding             |                        |
| 1994 | James Nachtwey           | Rwandese genocide                          | Een Hutu die verminkt is door de Hutu-militie Interahamwe, die hem ervan verdacht te sympathiseren met de Tutsi's. | Afbeelding             |                        |
| 1995 | Lucian Perkins           | Eerste Tsjetsjeense Oorlog                 | Een jongen kijkt uit het raam van een bus met vluchtelingen, die vluchten voor het geweld bij Sjali in Tsjetsjenië en onderweg zijn naar Grozny. | Afbeelding             |                        |
| 1996 | Francesco Zizola         | Zuid-Afrikaanse Grensoorlog                | Jonge slachtoffers van landmijnen spelen in de Angolese stad Kuito. | Afbeelding             |                        |
| 1997 | Hocine                   | Algerijnse Burgeroorlog                    | Een vrouw rouwt om de slachtoffers van een bloedbad in Bentalha, Algerije. | Afbeelding             |                        |
| 1998 | Dayna Smith              | Kosovo-conflict                            | Nabestaanden troosten de weduwe van een strijder van het Bevrijdingsleger van Kosovo, die de vorige dag werd doodgeschoten tijdens zijn dienst. | Afbeelding             |                        |
| 1999 | Claus Bjørn Larsen       | Kosovo-oorlog                              | Een gewonde Kosavaars-Albanese vluchteling loopt door de straten van Kukës, Albanië. | Afbeelding             |                        |
| 2000 | Lara Jo Regan            | Emigratie naar de VS                       | Een Mexicaanse emigrante werkt om haar kinderen te eten te kunnen geven. | Afbeelding             |                        |
| 2001 | Erik Refner              | Vluchtelingendrama in Afghanistan          | In het vluchtelingenkamp Jalozai wordt het lichaam van een Afghaanse jongen opgemaakt voor zijn begrafenis. | Afbeelding             |                        |
| 2002 | / Eric Grigorian         | Aardbeving in Iran                         | Een jongen houdt de broek van zijn overleden vader vast, die gedood werd bij de aardbeving van 23 juni 2002. | Afbeelding             |                        |
| 2003 | Jean-Marc Bouju          | Irakoorlog                                 | Een Irakese krijgsgevangene met een kap over zijn hoofd troost zijn zoon in een detentiecentrum. | Afbeelding             |                        |
| 2004 | Arko Datta               | Zeebeving Indische Oceaan                  | Twee dagen na de tsunami rouwt een wanhopige Indiaanse vrouw om een familielid dat werd gedood in Cuddalore, Tamil Nadu. | Afbeelding             |                        |
| 2005 | Finbarr O'Reilly         | Voedseltekort in Niger                     | Een moeder en haar kind wachten op voedsel in een kamp in Tahoua, Niger. | Afbeelding             |                        |
| 2006 | Spencer Platt            | Israëlisch-Libanese Oorlog                 | Vijf jonge Libanezen rijden in een cabriolet door de puinhopen van een net gebombardeerd Zuid-Beiroet. | Afbeelding             |                        |
| 2007 | Tim Hetherington         | Oorlog in Afghanistan                      | Een uitgeputte Amerikaanse soldaat zoekt steun bij een muur en bedekt zijn ogen. | Afbeelding             |                        |
| 2008 | Anthony Suau             | Amerikaanse hypotheekkredietcrisis         | Een gewapende Amerikaanse agent loopt door een huis, nadat de bewoners zijn uitgezet vanwege schulden. | Afbeelding             |                        |
| 2009 | Pietro Masturzo          | Iraanse presidentsverkiezingen 2009        | Een Iraanse vrouw schreeuwt vanaf een dak in Teheran tijdens een protest naar aanleiding van de presidentsverkiezingen in 2009. | Afbeelding             |                        |
| 2010 | Jodi Bieber              | Vrouwenbehandeling door de Taliban         | Bibi Aisha, 18, werd verminkt na het huis van haar man te zijn ontvlucht in de provincie Uruzgan in Afghanistan. Op 12-jarige leeftijd werden zij en haar zusje ondergebracht bij de familie van een Taliban-strijder zoals bij de Pashtun-stam gewoon is om geschillen de beslechten.                                    | Afbeelding             |                        |
| 2011 | Samuel Aranda            | Protesten in Jemen, Arabische Lente        | Een vrouw houdt haar door traangas getroffen zoon in haar armen in een moskee annex veldhospitaal tijdens demonstraties tegen president Ali Abdullah Saleh in Sanaa (Jemen) op 15 oktober 2011. | Afbeelding             |                        |
| 2012 | Paul Hansen              | Slachtoffers van conflict in de Gazastrook | Rouwende mannen dragen de tweejarige Suhaib Hijazi en haar driejarige broer Muhammad naar hun begrafenis. Zij werden net als hun vader Fouad gedood bij een Israëlische luchtaanval in Gaza. Hun moeder raakte hierbij zwaargewond.                                                                                       | Afbeelding             |                        |
| 2013 | John Stanmeyer           | Afrikaanse migranten                       | Migranten aan de kust van Djibouti houden hun gsm omhoog in een poging signaal te krijgen via buurland Somalië. | Afbeelding             |                        |
| 2014 | Mads Nissen              | LGBT in Rusland                            | Een homoseksueel stel tijdens een intiem moment. Het leven voor LGBT'ers wordt met de dag moeilijker in Rusland. | Afbeelding             |                        |
| 2016 | Warren Richardson        | Europese vluchtelingencrisis               | Een man geeft zijn baby door bij het prikkeldraad bij de Servisch-Hongaarse grens tussen Horgoš (Servië) en Röszke (Hongarije). | Afbeelding             |                        |
| 2017 | Burhan Ozbilici          | Moord op Andrej Karlov                     | Politieagent Mevlüt Mert Altıntaş staat naast Andrej Karlov, de Russische ambassadeur in Turkije, die hij zojuist heeft neergeschoten uit protest tegen de Russische inmenging in de Syrische Burgeroorlog. | Afbeelding             |                        |
| 2018 | Ronaldo Schemidt         | Crisis in Venezuela                        | José Víctor Salazar Balza vat vlam tijdens gewelddadige schermutselingen met de oproerpolitie tijdens een protest tegen president Nicolás Maduro in Caracas, Venezuela. | Afbeelding             |                        |
| 2019 | John Moore               | Emigratie naar de VS                       | Het Hondurese meisje Yanela Sanchez huilt terwijl haar moeder wordt gefouilleerd door de grenspolitie. De foto groeide uit tot het symbool van het scheiden van gezinnen. | Afbeelding             |                        |
| 2020 | Yasuyoshi Chiba          | Demonstraties in Soedan                    | Een demonstrant in Soedan draagt midden in een protest een gedicht voor. | Afbeelding             |                        |
| 2021 | Mads Nissen              | Coronapandemie                             | Knuffelen in tijden van corona. | Afbeelding             |                        |
| 2022 | Amber Bracken            | Kamloops Residential School                | Jurkjes hangend aan kruizen ter nagedachtenis aan de 215 kinderen die tijdens hun verblijf aan een katholieke kostschool in Kamloops door mishandeling, verwaarlozing of ziekte het leven verloren. | Afbeelding             |                        |
| 2023 | Evgeniy Maloletka        | Russische invasie van Oekraïne             | Een gewonde zwangere vrouw wordt op een brancard een kraamkliniek in Marioepol (Oekraïne) uit gedragen, nadat de kliniek bij een luchtaanval is geraakt. De baby werd dood geboren en de vrouw stierf een half uur later.                                                                                                 | Afbeelding             |                        |